# 美國對外軍事融資
美國對外軍事融資（英語：United States Foreign Military Financing，縮寫：FMF），該計劃旨在通過贈款和貸款，協助各國購買美國生產的國防武器和裝備，並提供國防服務和軍事訓練。外國軍售資金（FMF）通過兩種主要方式進行購買：一是通過外國軍事銷售制度（FMS）計劃，該計劃負責管理政府間的銷售；二是通過直接商業銷售（DCS）計劃，這種方式的頻率相對較低，負責監督外國政府和美國私營公司之間的銷售。FMF並不直接提供現金援助給其他國家，通常是通過FMS或DCS渠道支付特定商品或服務的銷售費用。
美國國務院政治軍事事務局及其安全援助辦公室負責制定外國軍售資金計劃的政策，而美國國防部內的國防安全合作局則負責日常管理該計劃。在此之外，安全援助組織（SAO）是部署在美國駐海外大使館的軍事人員，他們在管理受援國境內的FMF資金使用方面扮演著關鍵角色，並且部分FMF款項可能用於支付SAO的薪資和運營成本。國會則通過年度的《海外業務撥款法案》為FMF提供撥款。
FMF的主要目的在於資助武器轉移，然而它也確實提供廣泛的培訓支持，儘管一般的軍事訓練通常由國際軍事教育和訓練（IMET）計劃負責。